# Włodzimierz Kownacki

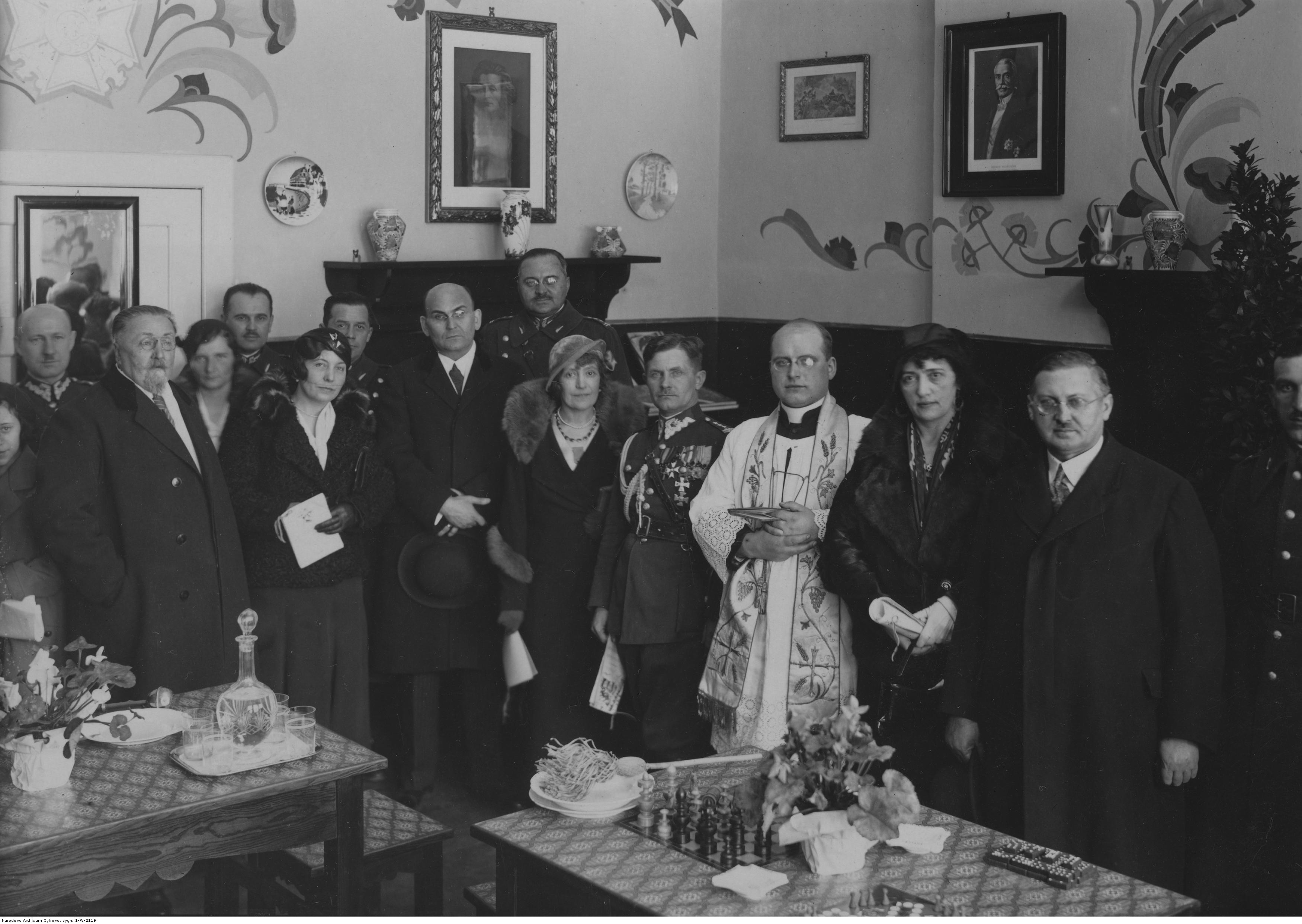
Poświęcenie świetlicy 7 psk w Poznaniu zorganizowanej przez Oddział Polskiego Białego Krzyża – płk Włodzimierz Kownacki siódmy z prawej.

Włodzimierz Kownacki h. Suchekomnaty (ur. 27 stycznia 1890 w Czabance, zm. 1944) – pułkownik kawalerii Wojska Polskiego, działacz niepodległościowy, kawaler Orderu Virtuti Militari.

## Życiorys
Urodził się 27 stycznia 1890 w majątku Czabanka, w ówczesnym powiecie odeskim guberni chersońskiej, w rodzinie Władysława i Wandy z Jaxa-Małachowskich. W 1910 ukończył Korpus Kadetów w Odessie z maturą i wstąpił do Mikołajewskiej Szkoły Kawalerii w Petersburgu.
U kresu I wojny światowej w stopniu podrotmistrza pod koniec 1917 wszedł w skład utworzonej 1 Chorągwi Kirasjerów Polskich, od końca grudnia 1917 pod nazwą I Dywizjon Pułku Kirasjerów Polskich. W 1918 w stopniu rotmistrza był dowódcą tej jednostki (w toku późniejszych przemianowań funkcjonowała pod nazwami: 2 Pułk Strzelców Konnych 17 stycznia 1918, 5 Pułk Ułanów od 7 marca 1918, 7 Pułk Ułanów od 20 kwietnia 1918 i ostatecznie 12 Pułk Ułanów Podolskich od 25 października 1919). Po odzyskaniu przez Polskę niepodległości wstąpił do Wojska Polskiego. W 1919 był dowódcą 6 Pułku Ułanów Kaniowskich. Uczestniczył w walkach wojny polsko-ukraińskiej i wojnie polsko-bolszewickiej w szeregach 12 Pułku Ułanów Podolskich, za co otrzymał Order Virtuti Militari. 5 czerwca 1920 pod Ozierną został ranny. 15 lipca 1920 został zatwierdzony z dniem 1 kwietnia 1920 w stopniu majora, w kawalerii, w grupie oficerów byłych Korpusów Wschodnich i byłej armii rosyjskiej.
Po zakończeniu działań wojennych kontynuował zawodową służbę wojskową w 12 puł. w Białokrynicy. 3 maja 1922 został zweryfikowany w stopniu majora ze starszeństwem z 1 czerwca 1919 i 43. lokatą w korpusie oficerów jazdy. Do 1924 był zastępcą dowódcy pułku i jednocześnie dowódcą I dywizjonu, a następnie dowódcą kadry szwadronu zapasowego w Zamościu. Później został przesunięty na stanowisko zastępcy dowódcy pułku. 12 kwietnia 1927 został mianowany podpułkownikiem ze starszeństwem z 1 stycznia 1927 i 2. lokatą w korpusie oficerów kawalerii. 28 stycznia 1928 ogłoszono jego przeniesienie do 7 Pułku Strzelców Konnych Wielkopolskich w Poznaniu na stanowisko dowódcy pułku. 10 listopada 1930 został mianowany pułkownikiem ze starszeństwem z 1 stycznia 1931 i 2. lokatą w korpusie kawalerii. 2 lipca 1939 został wyznaczony na stanowisko komendanta Kadry Zapasowej Kawalerii Łuków. 8 lipca przekazał dowodzenie płk. Stanisławowi Królickiemu.
W czasie kampanii wrześniowej 1939 walczył na stanowisku dowódcy Ośrodka Zapasowego Kawalerii „Łuków”. W czasie niemieckiej okupacji w szeregach Armii Krajowej. Zginął w 1944.

## Ordery i odznaczenia
- Krzyż Srebrny Orderu Wojskowego Virtuti Militari nr 2575[28][1][29][30]
- Krzyż Niepodległości – 25 stycznia 1933 „za pracę w dziele odzyskania niepodległości”[31][2]
- Krzyż Oficerski Orderu Odrodzenia Polski – 11 listopada 1937 „za zasługi w służbie wojskowej”[32]
- Krzyż Walecznych dwukrotnie[33][34]
- Złoty Krzyż Zasługi – 10 listopada 1928[35][33]
- Medal Pamiątkowy za Wojnę 1918–1921[36]
- Medal Dziesięciolecia Odzyskanej Niepodległości[36]
- Medal Zwycięstwa[36][37]

rosyjskie
- Order Świętego Włodzimierza 4 stopnia z mieczami i kokardą – 6 października 1915[38]
- Order Świętej Anny 2 stopnia z mieczami – 15 sierpnia 1916[38]
- Order Świętego Stanisława 2 stopnia z mieczami – 26 czerwca 1916[38]
- Order Świętej Anny 3 stopnia z mieczami i kokardą – 16 lutego 1915[38]
- Order Świętego Stanisława 3 stopnia z mieczami i kokardą – 6 października 1914[38]
- Order Świętej Anny 4 stopnia z napisem na szabli „Za odwagę” – 30 marca 1916[38]
- Medal Pamiątkowy Wojny Ojczystej[38]
- Medal w 200 rocznicę bitwy połtawskiej[38]
- Medal pamiątkowy 300-lecia Domu Romanowych[38]

odznaki
- Odznaka za Rany i Kontuzje z jedną gwiazdką[39]
- Państwowa Odznaka Sportowa[40]
- Odznaka Strzelecka[40]
- pamiątkowa 7 Pułku Strzelców Konnych Wielkopolskich[40]
- pamiątkowa 6 Pułku Ułanów Kaniowskich[40]
- pamiątkowa 12 Pułku Ułanów Podolskich[40]